# First Girl I Loved
Pour plus de détails, voir Fiche technique et Distribution.
First Girl I Loved (littéralement : Première fille que j'ai aimée) est un film américain écrit et réalisé par Kerem Sanga, et sorti en 2016 au festival du film de Sundance.

## Synopsis
Anne, une jeune fille de 17 ans, tombe amoureuse de Sasha, la fille la plus populaire de son lycée et vedette de l'équipe de softball.  Quand elle avoue ce qu'elle ressent à son meilleur ami Clifton, il fait tout ce qu'il peut pour saboter la romance potentielle d'Anne.

## Fiche technique
- Titre : First Girl I Loved
- Réalisation : Kerem Sanga
- Scénario : Kerem Sanga
- Musique :
- Production :
- Sociétés de production : PSH Collective, Tilted Windmill Productions, Bee-Hive Productions
- Sociétés de distribution :
- Pays d’origine :  États-Unis
- Langue : anglais américain
- Durée : 91 minutes
- Format :
- Genre : Drame, romance saphique
- Dates de sortie :
  -  États-Unis :
    - 24 janvier 2016 au Festival du film de Sundance
    - 8 avril 2016 au Festival international du film de Cleveland et au Festival du film de Sarasota
    - 13 avril 2016 au Festival international du film RiverRun
    - 26 mai 2016 au Festival international du film de Chicago et au Festival international du film de Seattle

## Distribution
- Brianna Hildebrand : Sasha
- Dylan Gelula : Anne
- Pamela Adlon : Sharon
- Cameron Esposito : Jasmine
- Tim Heidecker : Mr. Q
- Mateo Arias : Clifton
- Jennifer Prediger : Heather Wiggins
- Erik Griffin : Mr. Maldonado
- Dominic Flores : Jorge Basanez
- John Redlinger : Johnny Glasses
- Ana Dela Cruz : Rita Basanez
- Elise Napier : Catcher
- Shawn Schminke : le fan de Softball
- Sergio Blanco : Andi
- Josh Buchanan